# NGC 1742
NGC 1742 is een ster in het sterrenbeeld Orion. Het hemelobject werd op 29 december 1866 ontdekt door de Ierse astronoom Robert Stawell Ball.